# DHL
DHL (Dalsey, Hillblom and Lynn) International GmbH és una empresa alemanya fundada als Estats Units que actualment funciona com a divisió de missatgeria, paqueteria i correu exprés de l'empresa de logística alemanya Deutsche Post DHL. Deutsche Post DHL és la primera empresa de logística del món, especialment en correu aeri i de superfície, i lliura més de 1.300 milions de paquets a l'any.